# Silvia de Jesus Maya
Silvia de Jesús Maya (San Antonio Pueblo Nuevo, San José del Rincón, 16 de agosto de 1963), pertenece al pueblo originario Mazahua, líder y activista por los derechos del pueblo Mazahua en la Ciudad de México y representante del Grupo La Mansión Mazahua.

## Trayectoria
A la edad de dos años, junto con su familia, llegó a la Ciudad de México en la década de los sesenta, en busca de mejores condiciones de vida y trabajo.    
Sin educación formal ni laboral, las opciones de ingreso de las familias mazahuas en aquella época, era el comercio ambulante (venta de fruta y botanas) para las mujeres, y en la construcción (como albañiles) los hombres.
En esa época, las mujeres mazahuas se hicieron notar en el comercio ambulante por el uso de su colorida vestimenta y se les comenzó a conocer con el término de Marías, denominación racista y discriminatoria.
La falta de recursos económicos, ha condicionado que las familias mazahuas habiten en vecindades compartiendo un cuarto varias familias, en predios abandonados y casonas viejas y derruidas localizadas en el primer cuadro de la ciudad.
Junto con otras, la familia de Silvia de Jesús Maya, llegó a vivir en 1988, a una vieja casona abandonada, ubicada en la calle de Santa Veracruz, en el centro de la Ciudad de México, a la que se le conoció como La Mansión Mazahua. En esta casa llegaron a vivir más de 40 familias indígenas, la mayoría mazahuas, las cuales se encontraban en constante riesgo, ya que la casona amenazaba con desplomarse en cualquier momento.
La Mansión Mazahua fue habitada desde 1985 al 2002, año en el que por un derrumbe, las familias fueron desalojadas por las autoridades.

## La lucha por una vivienda digna
Desde 1997, Silvia de Jesús Maya, como representante de La Mansión Mazahua,  ha participado activamente en la lucha por una vivienda digna y por espacios de venta para las mujeres mazahuas.   
Después de años de lucha, en el 2006 se les otorgó vivienda a este grupo. 
Hoy en día,  Silvia de Jesús Maya continúa su lucha, por el rescate de su identidad y cultura entre las nuevas generaciones y, en la promoción a favor de los derechos del pueblo mazahua en la ciudad.